# Заря (Дубровський район)
Заря (рос. Заря) — селище в Дубровському районі Брянської області Російської Федерації.
Населення становить 23 особи. Входить до складу муніципального утворення Дубровське міське поселення.

## Історія
Від 2005 року входить до складу муніципального утворення Дубровське міське поселення.

## Населення
| 2010 | 2013 |
| ---- | ---- |
| 25   | ↘23  |